# هکشرویل (پنسیلوانیا)
هکشرویل (به انگلیسی: Heckscherville) یک منطقهٔ مسکونی در ایالات متحده آمریکا است که در شهرستان سچویلکیلل، پنسیلوانیا واقع شده‌است. هکشرویل ۰٫۴ کیلومتر مربع مساحت و ۲۲۰ نفر جمعیت دارد.